# Distretto di Edremit (Van)
Il distretto di Edremit (in turco Edremit ilçesi) è uno dei distretti della provincia di Van, in Turchia.